# Denkmalgeschützte Objekte im Okres Trenčín

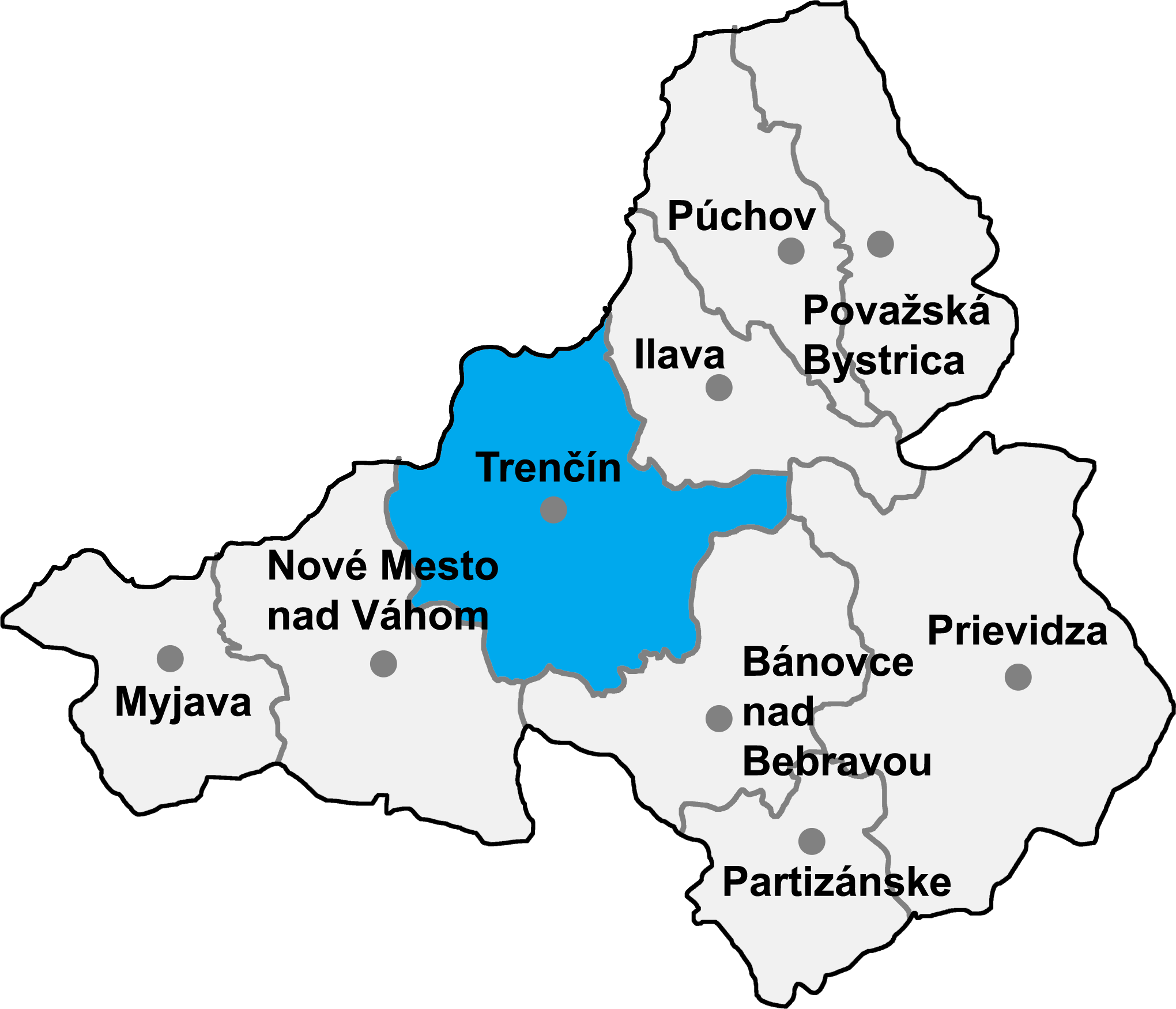

Im Okres Trenčín bestehen 211 denkmalgeschützte Objekte. Die unten angeführte Liste führt zu den Gemeindelisten und gibt die Anzahl der Objekte an. In Gemeinden, die nicht verlinkt sind, existieren keine geschützten Objekte.
| Gemeindeliste                           | Objektanzahl |
| --------------------------------------- | ------------ |
| Adamovské Kochanovce                    | 6            |
| Bobot                                   | 2            |
| Dolná Poruba (Unterporub)               | 0            |
| Dolná Súča                              | 2            |
| Drietoma                                | 1            |
| Dubodiel                                | 1            |
| Horná Súča                              | 6            |
| Horňany                                 | 0            |
| Horné Srnie                             | 0            |
| Hrabovka                                | 0            |
| Chocholná-Velčice                       | 0            |
| Ivanovce                                | 1            |
| Kostolná-Záriečie (Kostel)              | 2            |
| Krivosúd-Bodovka                        | 1            |
| Melčice-Lieskové                        | 4            |
| Mníchova Lehota                         | 2            |
| Motešice                                | 6            |
| Nemšová                                 | 1            |
| Neporadza                               | 0            |
| Omšenie                                 | 1            |
| Opatovce                                | 0            |
| Petrova Lehota                          | 1            |
| Selec                                   | 2            |
| Skalka nad Váhom                        | 1            |
| Soblahov (Soblahof)                     | 3            |
| Svinná                                  | 0            |
| Štvrtok                                 | 0            |
| Trenčianska Teplá                       | 1            |
| Trenčianska Turná                       | 1            |
| Trenčianske Jastrabie                   | 0            |
| Trenčianske Mitice                      | 2            |
| Trenčianske Stankovce                   | 2            |
| Trenčianske Teplice (Trentschinteplitz) | 12           |
| Trenčín (Trentschin)                    | 151          |
| Veľká Hradná                            | 1            |
| Veľké Bierovce                          | 1            |
| Zamarovce                               | 1            |